# 銀巨口光魚
銀巨口光魚（学名：Phosichthys argenteus）为輻鰭魚綱巨口鱼目光器鱼科的其中一種。分布於全球三大洋海域，屬深海魚類，棲息深度300-1050公尺，體長可達30公分。